# Giuseppe Marchetto
Giuseppe Marchetto (Caselle Torinese, 4 maggio 1931 – Brossasco, 30 gennaio 2006) è stato un calciatore italiano, di ruolo attaccante.
È scomparso nel 2006 all'età di 74 anni.

## Carriera
Componente delle giovanili del Torino, fece parte della formazione ragazzi schierata dalla società granata, opposta a compagini di pari età, nelle quattro partite conclusive del campionato 1948-1949, dopo la tragedia di Superga; schierato come centravanti, andò a segno cinque volte contro: Fiorentina, Sampdoria, Genoa (2 reti) e Palermo.
Passato nella rosa della prima squadra nella stagione successiva, venne inizialmente schierato da titolare; dopo 3 reti nei primi 5 incontri fu progressivamente relegato fra i rincalzi. Nella stagione 1950-1951 scese in campo in tre sole occasioni.
Nell'estate del 1951 venne ceduto in prestito al Vicenza, in Serie B, e l'anno successivo al Modena, sempre a titolo temporaneo. Fra i cadetti Marchetto disputò la restante parte della sua carriera, spostandosi progressivamente all'ala e dimostrando una buona confidenza con il gol per tutto il decennio e in tutte le squadre in cui giocò. Nella stagione 1958-1959 centrò la promozione in Serie A con la maglia del Palermo, contribuendo con sette reti, ma non venendo confermato per l'annata successiva, nella quale passò al Brescia, dove disputò due stagioni, concluse la sua carriera a Varese in Serie C.
In carriera ha totalizzato complessivamente 17 presenze e 8 reti in Serie A e 257 presenze e 75 reti in Serie B.